# Échangeur sodium-hydrogène 3
 (décembre 2019).
Si vous disposez d'ouvrages ou d'articles de référence ou si vous connaissez des sites web de qualité traitant du thème abordé ici, merci de compléter l'article en donnant les références utiles à sa vérifiabilité et en les liant à la section « Notes et références ».
L'échangeur sodium-hydrogène 3 ou NHE3 (en anglais : sodium–hydrogen exchanger 3) est le transporteur membranaire antiport permettant l'entrée de Na+ et la sortie de H+ de la cellule.
Cet échangeur est notamment exprimé du côté apical des cellules épithéliales du tubule proximal dans le rein. Il est également présent à la membrane apicale des entérocytes de l'intestin.
1. 1 2 3  ENSG00000066230 GRCh38: Ensembl release 89: ENSG00000281861, ENSG00000066230 - Ensembl, May 2017
2. 1 2 3  GRCm38: Ensembl release 89: ENSMUSG00000036123 - Ensembl, May 2017
3. ↑  « Publications PubMed pour l'Homme », sur National Center for Biotechnology Information, U.S. National Library of Medicine
4. ↑  « Publications PubMed pour la Souris », sur National Center for Biotechnology Information, U.S. National Library of Medicine